# Sundhedsfarlige boliger - Københavns boligkomission 1939-1989
|  | Denne artikel er oprettet af botten Steenthbot ud fra en ekstern database. Den kan derfor have sproglige fejl eller mangler. Denne skabelon kan fjernes efter kontrol af indholdet. |

Sundhedsfarlige boliger - Københavns boligkomission 1939-1989 er en dansk dokumentarfilm fra 1989 instrueret af Bent Christensen.